# 이어스 앤 이어스
이어스 앤 이어스(Years & Years)는 잉글랜드 출신의 일렉트로니카 트리오다.